# Прядильна синагога
Прядильна синагога — юдейська синагога в Херсоні. Не збереглася.

## Історія
Прядильна синагога містилася на західному боці вулиці Панкратовської. Побудована у другій половині XIX ст.; у другій чверті XX ст. перепланована під житловий будинок (вул. Робоча, 23).